# Ost-Berlin
Ost-Berlin, auch Ostberlin oder Berlin (Ost), ist eine Bezeichnung für den Teil Groß-Berlins, der nach der Schlacht um Berlin und der Besetzung der Stadt im Jahr 1945 durch die Siegermächte des Zweiten Weltkriegs den sowjetischen Sektor der Stadt bildete und von 1949 bis 1990 die Funktion der Hauptstadt der Deutschen Demokratischen Republik hatte.
Geografisch erstreckte sich Ost-Berlin mit geringen Abweichungen auf die Gebiete der heutigen Bezirke Treptow-Köpenick, Marzahn-Hellersdorf, Lichtenberg, Pankow sowie der Ortsteile Mitte und Friedrichshain.
Der Begriff „Ost-Berlin“ diente im westlichen Sprachgebrauch auch zur Abgrenzung des sowjetischen gegenüber dem amerikanischen, französischen und britischen Sektor, die gemeinsam als West-Berlin bezeichnet wurden. Ost-Berlin war das Verwaltungszentrum der Sowjetischen Besatzungszone (SBZ) und später nach der Gründung der DDR deren Hauptstadt.
Die Eigenbezeichnung wechselte während der Teilung der Stadt 1948 von Demokratischer Sektor (von Berlin), auch Demokratisches Berlin, nach Errichtung der Berliner Mauer zu Berlin, Hauptstadt der DDR. „Ost-Berlin“ gehörte weder in der alten Bundesrepublik noch in der DDR jemals zum amtlichen Sprachgebrauch. 
Völkerrechtlich war der sowjetische Sektor Berlins Teil der Viersektorenstadt unter Hoheit der vier Mächte Vereinigte Staaten, Sowjetunion, Vereinigtes Königreich und Frankreich; damit war der östliche Teil Berlins kein konstitutiver Teil der DDR. Die unterschiedlichen Auffassungen zum Status von Ost-Berlin waren Gegenstand der Berlin-Frage, sie hatten aber spätestens ab den 1970er Jahren in der Praxis nur noch geringe Bedeutung.

## Geschichte

Die vier Sektoren Berlins

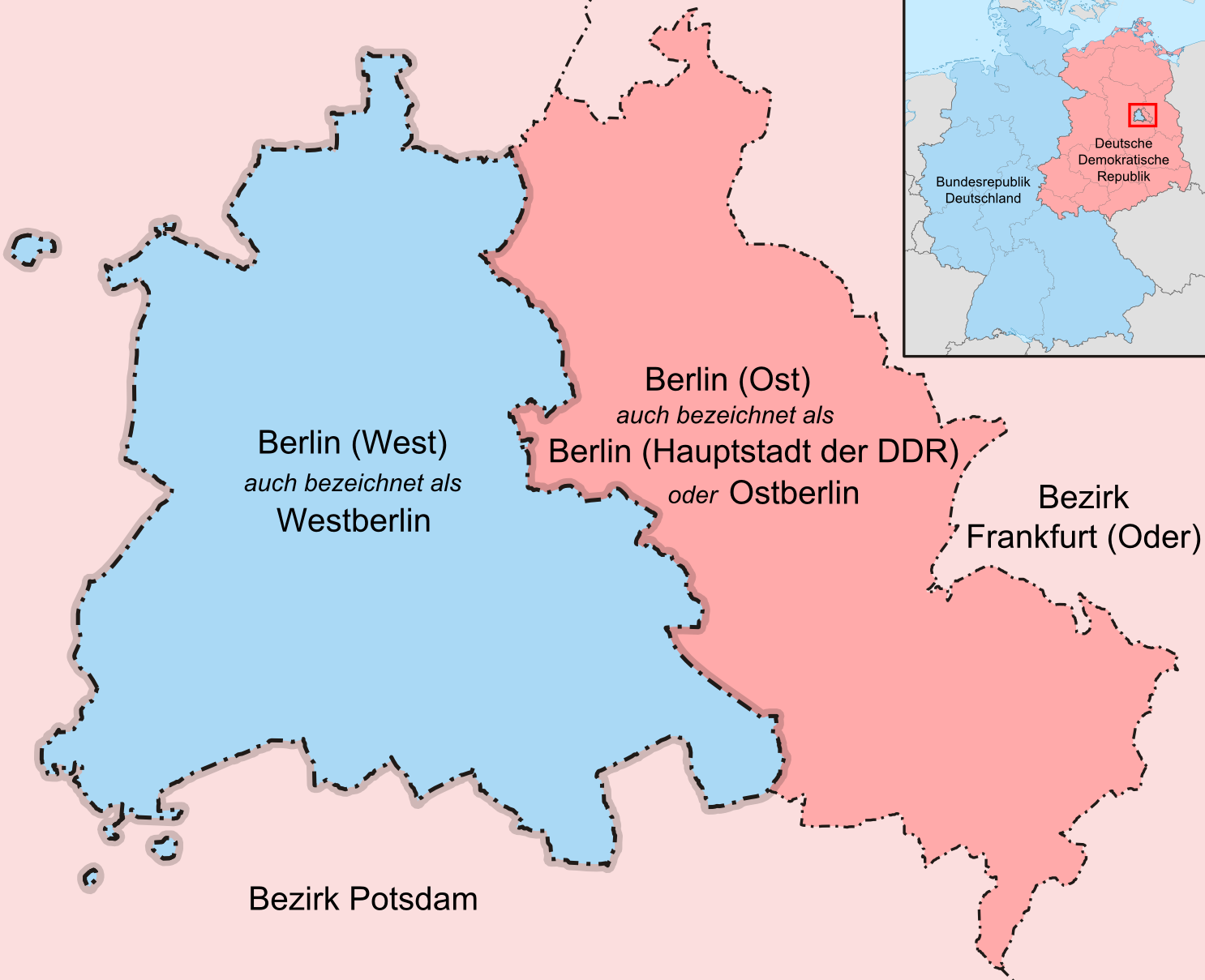
Karte der geteilten Stadt

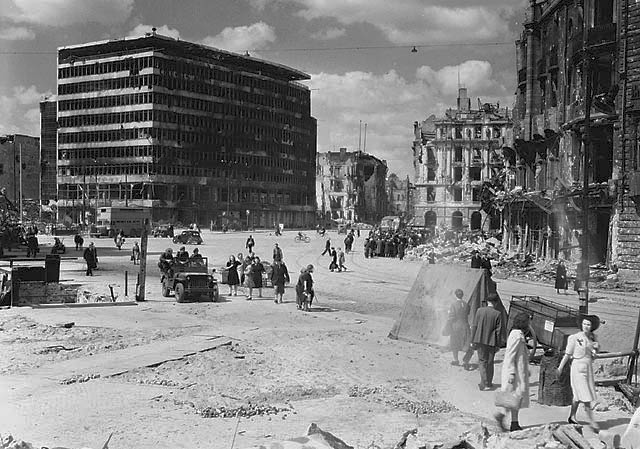
Der zerstörte Potsdamer Platz, 1945

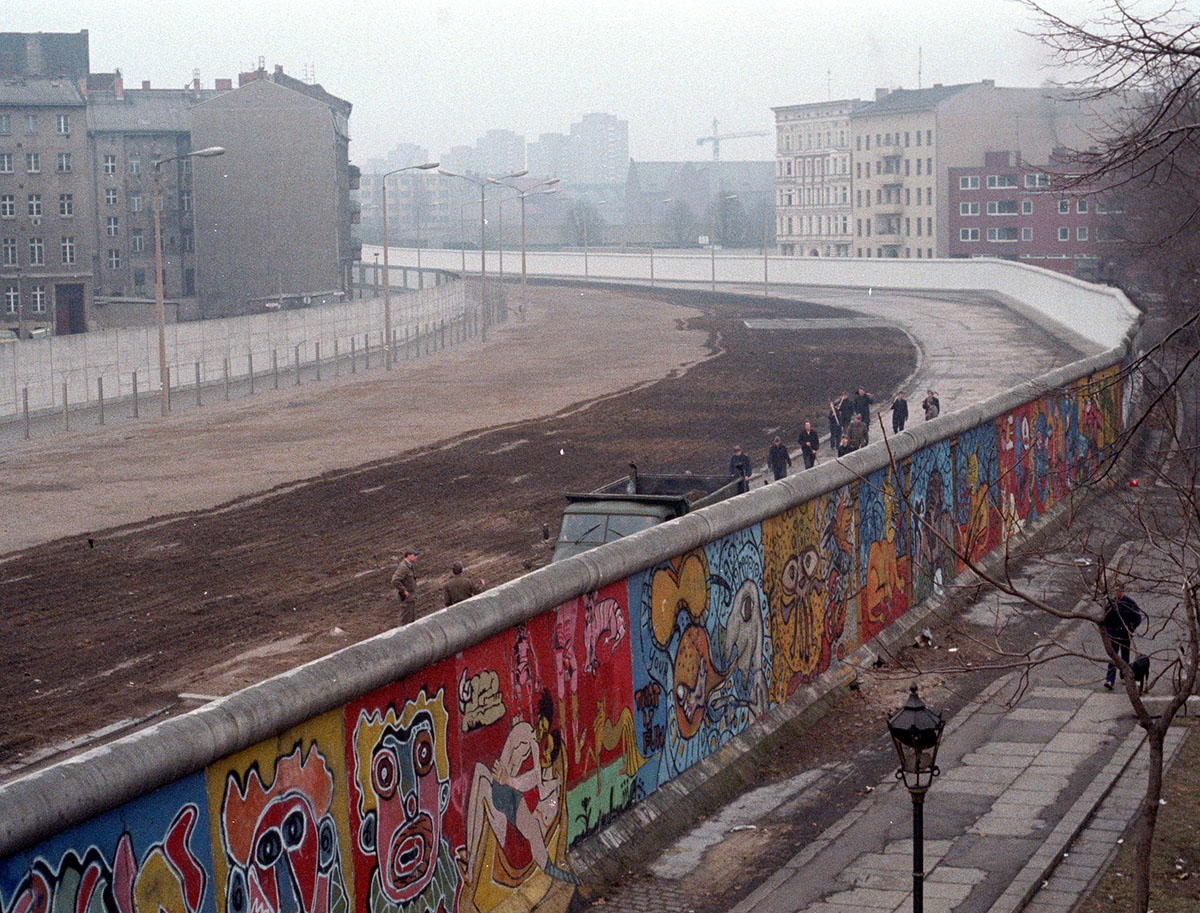
Blick aus West-Berlin auf die Berliner Mauer, 1986

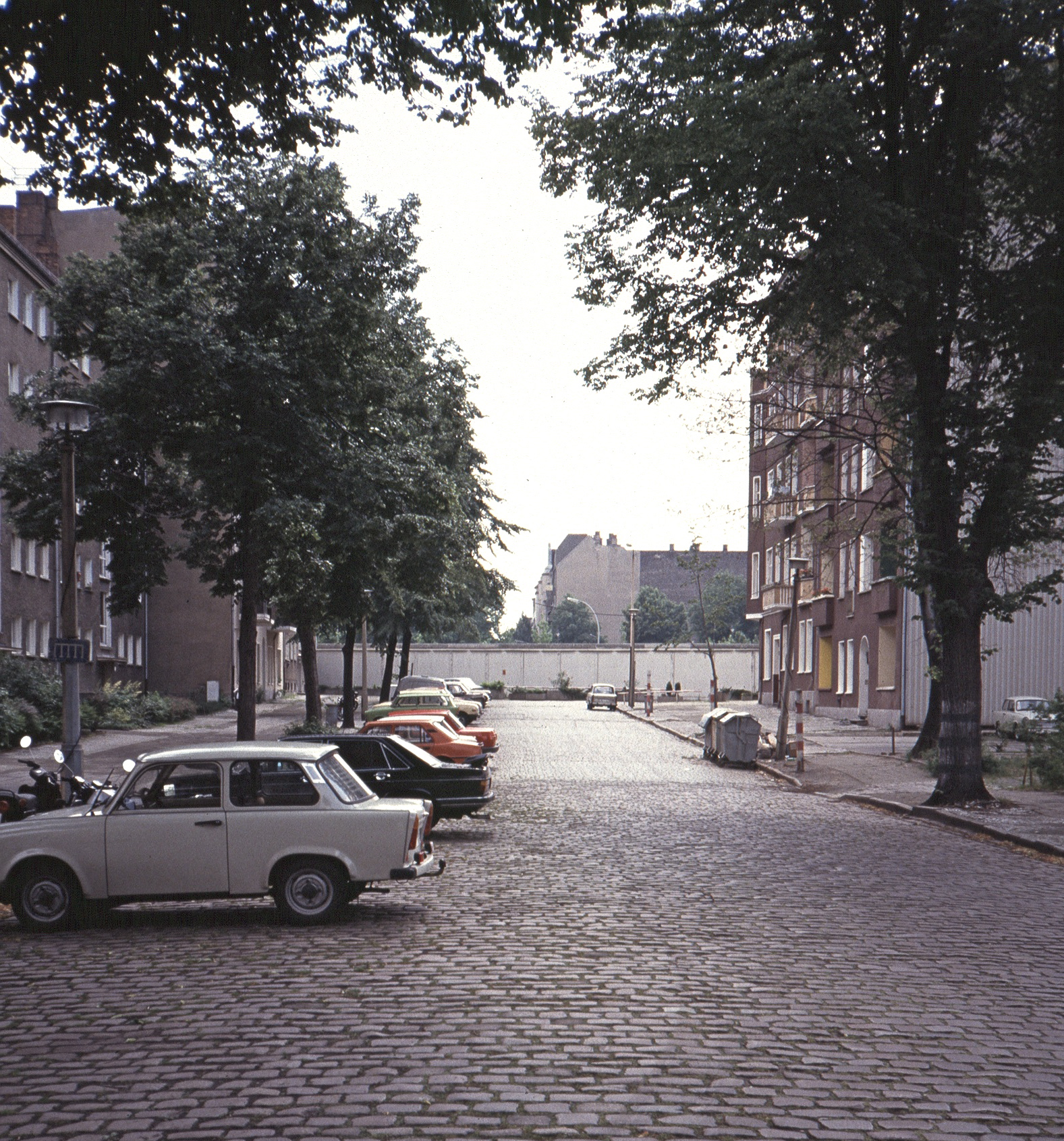
Lohmühlenstraße in Alt-Treptow mit Hinterlandmauer

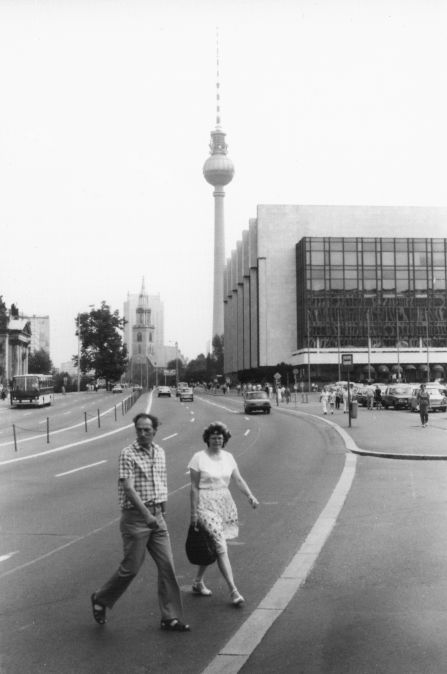
Die Karl-Liebknecht-Straße mit dem Berliner Fernsehturm im Hintergrund und rechts dem Palast der Republik, Sommer 1989

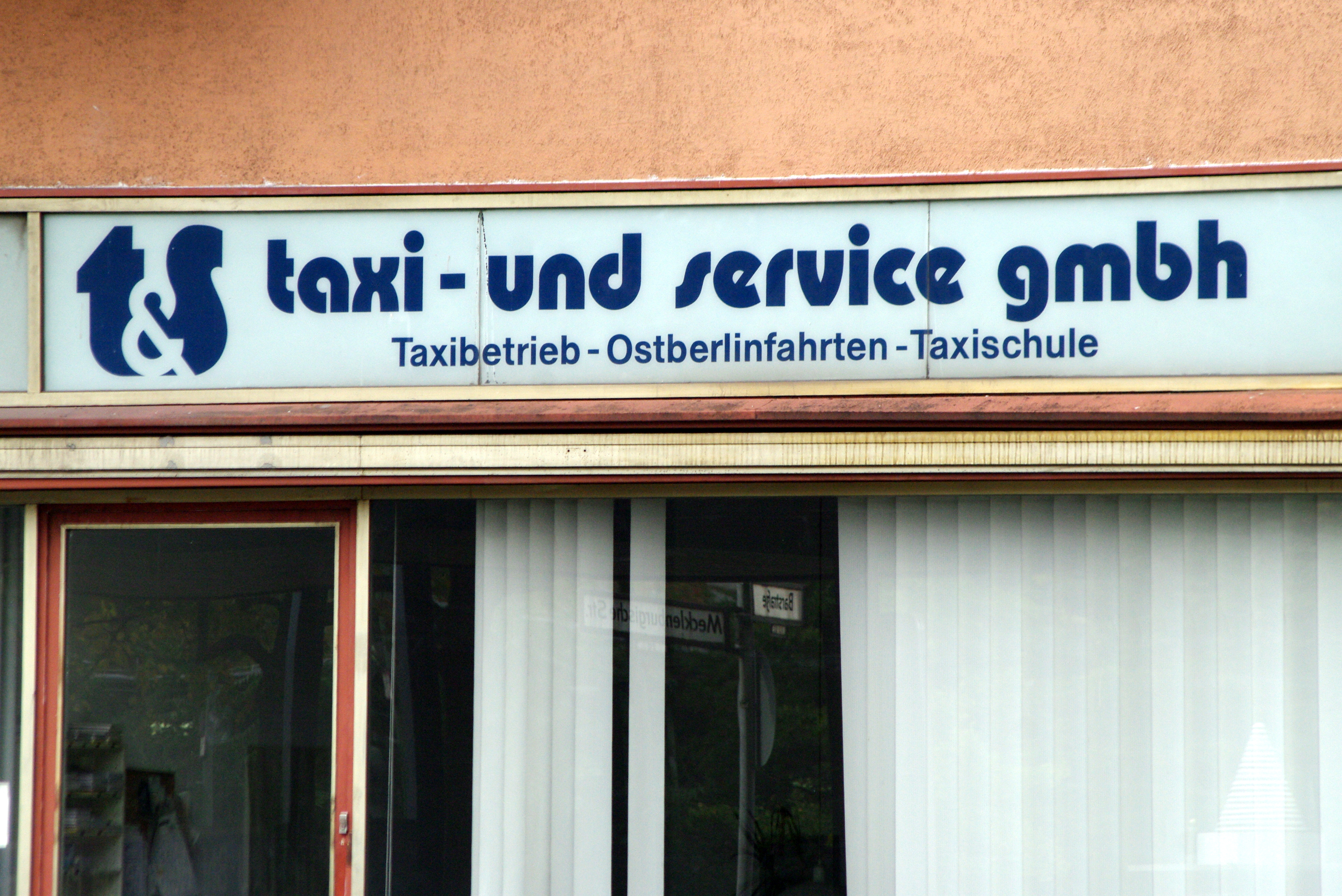
Schild eines Taxiunternehmens in Wilmersdorf mit dem Angebot „Ostberlinfahrten“

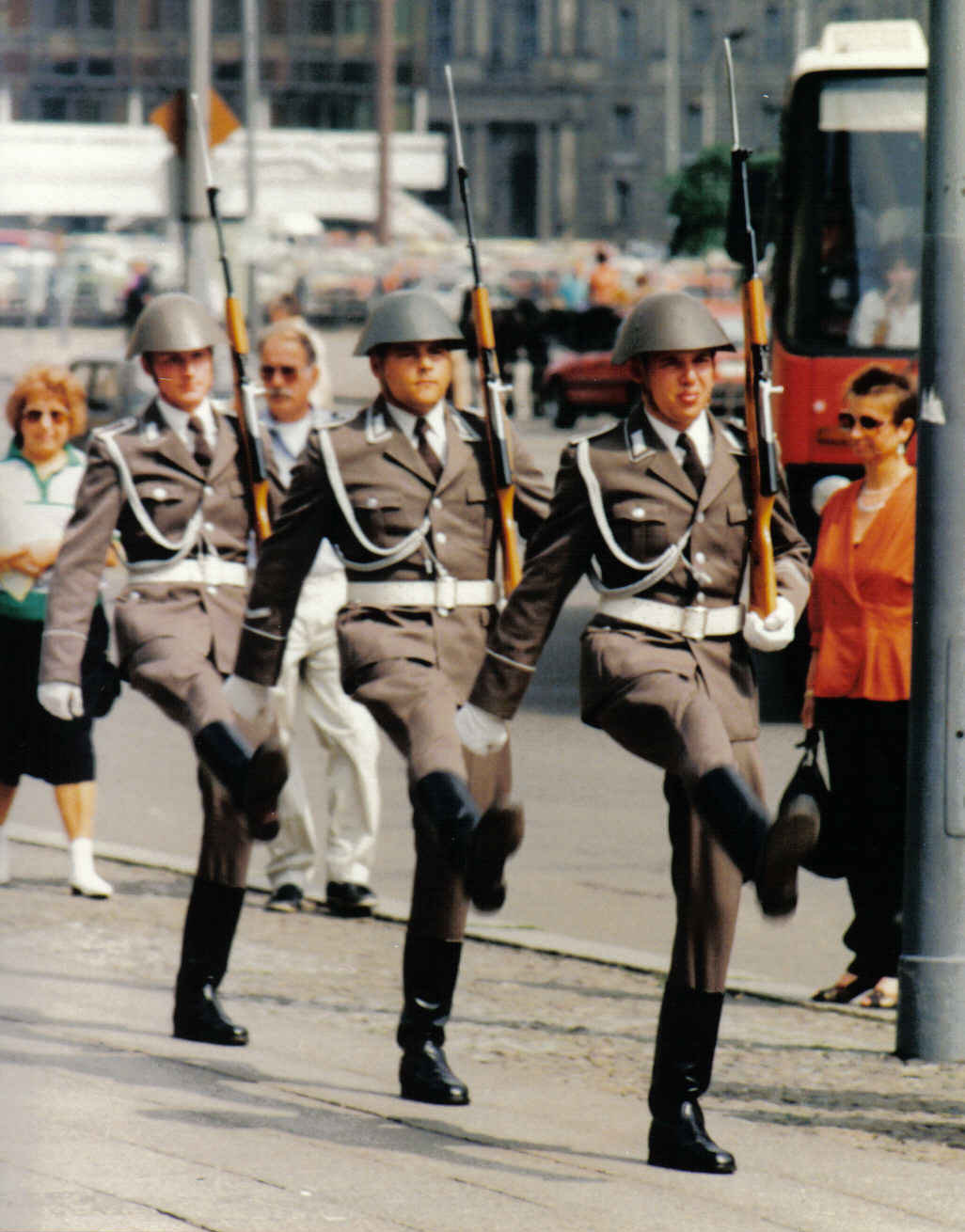
Soldaten der NVA in Ost-Berlin, Sommer 1990

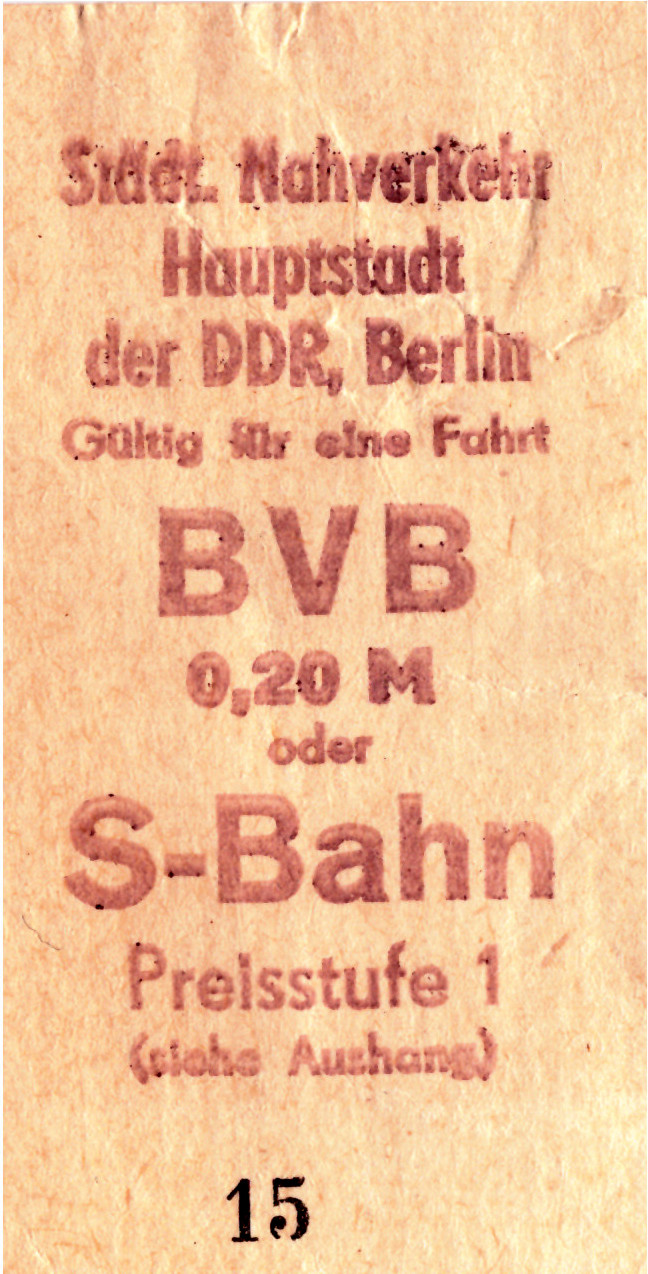
S-Bahn-Fahrkarte der BVB

### Statusfragen
Mit dem Londoner Protokoll vom November 1944 beschlossen die Vereinigten Staaten, die Sowjetunion und das Vereinigte Königreich, Deutschland nach der bedingungslosen Kapitulation in zunächst drei Besatzungszonen aufzuteilen und in ein „besonderes Berliner Gebiet, das gemeinsam von den drei Mächten besetzt wird.“ Später kam als vierte Macht noch Frankreich hinzu (gemeinsam die Alliierten oder Vier Mächte). Für Gesamt-Berlin wurde im Mai durch die Sowjetunion eine Regierung mit der Bezeichnung Magistrat von Groß-Berlin eingesetzt (Magistrat Werner). Am 5. Juni 1945 stellten die Alliierten die gemeinsame Besetzung Berlins nochmals fest. Am 11. Juli nahm der Alliierte Kontrollrat seine Arbeit auf. Die Westmächte hatten vorgeschlagen, ihn im ehemaligen Reichsluftfahrtministerium in der Leipziger Straße anzusiedeln, doch die Sowjetische Militäradministration in Deutschland (SMAD) verhinderte, dass irgendwelche Vier-Mächte-Einrichtungen in Ost-Berlin Gebäude erhielten. An der Leipziger Straße wurden stattdessen die deutschen Zentralverwaltungen für die SBZ untergebracht, wodurch diese institutionell eng mit Ost-Berlin verbunden wurde. Auch wirtschaftlich behandelte die SMAD Ost-Berlin und ihre Zone als Einheit, obwohl der Verkehr an der Stadtgrenze bis 1977 kontrolliert wurde.
Die Bezirke Mitte, Prenzlauer Berg, Friedrichshain, Pankow, Weißensee, Lichtenberg, Treptow und Köpenick bildeten fortan den Sowjetischen Sektor von Groß-Berlin.
Im Juni 1948 verließ der sowjetische Vertreter die Alliierte Kommandantur und in den Folgemonaten zerbrach die gemeinsame Verwaltung Berlins. Im sowjetischen Sektor wurde eine separate Stadtregierung eingesetzt, die sich allerdings weiterhin als Magistrat von Groß-Berlin bezeichnete, später auch mit dem Zusatz Demokratischer Sektor.
Nach Artikel 23 des Grundgesetzes (alter Fassung) sollte das Grundgesetz für die Bundesrepublik Deutschland auch für ein Land Groß-Berlin gelten. Die Sowjetunion lehnte jedoch eine Anwendung des Grundgesetzes auf ihren Sektor Berlins ab, und in den anderen Sektoren konnte es durch den Vorbehalt der Westalliierten nur eine eingeschränkte Gültigkeit entfalten.
In der Sowjetischen Besatzungszone erfolgte am 7. Oktober 1949 (dem Tag der Republik) durch die provisorische Volkskammer die Gründung der DDR mit der Bildung der Länder Sachsen, Sachsen-Anhalt, Thüringen, Brandenburg und Mecklenburg, wobei gleichzeitig die gesamtdeutsch konzipierte Verfassung der Deutschen Demokratischen Republik in Kraft trat. Art. 2 dieser Verfassung lautete: „Die Hauptstadt der Republik ist Berlin“, ein Hinweis auf die ursprünglich erhoffte gesamtdeutsche Staatsgründung. In den folgenden Jahren betrieb die Sozialistische Einheitspartei Deutschlands (SED) unter Duldung der Sowjetunion eine Politik der schrittweisen Integration Ost-Berlins in die DDR.
Der sowjetische Sektor von Berlin gehörte aufgrund des Viermächte-Status der Stadt nicht zur SBZ und war kein konstitutiver Bestandteil der DDR. Deren Verfassungsorgane hatten dort keine direkte Gewalt. Gesetze der DDR erlangten nur mittelbar nach Übernahme durch den Magistrat dort ihre Gültigkeit. Ost-Berlin konnte in die Gesetzgebungsorgane der DDR nur Abgeordnete mit beratender Stimme und ohne direkte Wahl entsenden.
Die Bindung an die DDR war allerdings von Beginn an sehr eng, allein schon durch die Tatsache, dass sie ihren Regierungssitz in Ost-Berlin nahm und ganz Berlin als ihre Hauptstadt proklamiert hatte. Dennoch achteten sowohl die Regierung der DDR als auch die SMAD auf die formale Aufrechterhaltung des Sonderstatus Berlins, um einen Anspruch auf die Regierungsgewalt über ganz Berlin erheben zu können. Denn schon ab 1948 vertrat die Sowjetunion entgegen dem Londoner Protokoll die Auffassung, dass ganz Berlin Teil der SBZ wäre, allerdings unter gemeinsamer Verwaltung der Vier Mächte. Dazu kam die Erkenntnis, dass die Berlin-Frage einen wichtigen Punkt für eine angestrebte Wiedervereinigung bilden könnte. Die DDR ergriff daher aus Rücksicht auf die schwierige völkerrechtliche Lage zunächst nur vorsichtige Maßnahmen, um Ost-Berlin enger einzubinden. Ab Oktober 1953 wurden zum Beispiel auch in Ost-Berlin Personalausweise der DDR ausgegeben.
Von 1956 an veranstalteten die Kampfgruppen der Arbeiterklasse und die neu gegründete Nationale Volksarmee (NVA) Militärparaden in Ost-Berlin. Die Botschafter der Westmächte protestierten bei ihrem sowjetischen Kollegen, weil Kontrollratsgesetz Nr. 43, das in Berlin noch gelte, Deutschen das Tragen von Waffen verbot. Botschafter Georgi Maximowitsch Puschkin verwies sie an die Regierung der DDR. Der Sitz des Ministeriums für Nationale Verteidigung der DDR wurde von Anfang an außerhalb Berlins (in Strausberg) errichtet.
Im Januar 1957 kam es zu einem wichtigen Schritt bei der Integration Ost-Berlins in die DDR. Die Volksvertretung und der Magistrat übernahmen die DDR-Gesetze über die örtlichen Organe der Staatsmacht und über die Rechte und Pflichten der Volkskammer gegenüber den örtlichen Volksvertretungen. Dadurch wurde der Magistrat dem Ministerrat der DDR unterstellt und die Volkskammer erhielt die Aufsicht über die Ost-Berliner Volksvertretung, die in Stadtverordnetenversammlung umbenannt wurde. Zugleich spitzte sich der Streit um den Status Berlins zu.
Die Sowjetunion forderte am 27. November 1958 mit dem Chruschtschow-Ultimatum (→ Berlin-Krise) die Umwandlung West-Berlins in eine Freie Stadt als sogenannte besondere politische Einheit. In dieser und einer weiteren Note aus dem Jahr 1959 erklärte sie, die Londoner Protokolle der Siegermächte über die gemeinsame Besetzung Berlins seien nicht mehr gültig. Die Westalliierten lehnten diese Vorstellungen aber ab und beharrten auf dem Viermächte-Status ganz Berlins.
Mit dem Bau der Berliner Mauer 1961 wurde die Spaltung Berlins zementiert und weitere Maßnahmen zur Integration Ost-Berlins in die DDR folgten bald. Der Staatsrat stellte Ost-Berlin im September desselben Jahres mit den Bezirken in der DDR gleich.
Die im Januar 1962 neu eingeführte Wehrpflicht in der DDR erstreckte sich auch auf die Einwohner Ost-Berlins. Im August 1962 wurde die sowjetische Stadtkommandantur in Ost-Berlin aufgelöst und durch einen Stadtkommandanten der NVA ersetzt. Die Wahlberechtigten in Ost-Berlin nahmen 1968 auch an der Volksabstimmung über die neue Verfassung der DDR teil, die dadurch auch im Ostsektor von Berlin direkte Geltungskraft entfaltete.
Nach längeren Verhandlungen wurde im September 1971 das Vier-Mächte-Abkommen über Berlin unterzeichnet, das unter anderem die Art der Verbindungen West-Berlins zur Bundesrepublik regelte. Durch das Abkommen entspannte sich der Konflikt um Berlin in der Folgezeit zusehends. Die Präambel und der allgemeine Teil dieses Vertrages bekräftigten den Viermächte-Status für Berlin, die Formulierungen ließen aber Interpretationsspielraum: In der Auslegung durch die DDR und die Sowjetunion bezogen sich die Bestimmungen einzig auf West-Berlin. Sie vertraten nun nicht weiter den Anspruch auf Berlin als Ganzes und sahen Ost-Berlin als eigenständige Stadt und Hauptstadt der DDR an. Die Westmächte dagegen sahen den Viermächte-Status von Groß-Berlin als nicht berührt an, auch wenn sie anerkannten, dass Ost-Berlin Sitz der Regierung der DDR war. Nach der Aufnahme diplomatischer Beziehungen zur DDR 1974 siedelten sie daher ihre Botschaften dort an und nicht, wie zwischenzeitlich überlegt worden war, in Potsdam. Der weiterhin bestehenden westlichen Rechtsauffassung, dass Ost-Berlin kein „integrierter Bestandteil der DDR“ sei, wurde dadurch Genüge getan, dass die Botschaften amtlich „bei der DDR“ und nicht, wie sonst üblich, „in Berlin“ hießen. Diese Rechtsauffassung war der Grund, dass Staatsbesuche von Bundeskanzlern in der DDR nicht in Ost-Berlin stattfanden, sondern in Erfurt, wo Willy Brandt 1970 vom Ministerpräsidenten der DDR Willi Stoph empfangen wurde, oder am Werbellinsee und in Güstrow, wo sich Helmut Schmidt 1981 mit Erich Honecker traf. Die Tatsache, dass der Weg dazwischen über den Berliner Ring und damit für wenige Kilometer durch Berliner Stadtgebiet führt, machte den Beamten im Bundeskanzleramt, die die Reise vorbereiteten, erhebliches Kopfzerbrechen.
Nach der Volkskammerwahl von 1976 erhielten die aus Ost-Berlin entsandten Abgeordneten keine gesonderten Ausweise mehr. Der Magistrat von Ost-Berlin stellte im Herbst 1976 die Herausgabe des Verordnungsblattes für Groß-Berlin ein. Somit erlangten Gesetze der DDR nun direkt und ohne Übernahme ihre Gültigkeit in der Stadt. Die DDR leitete aus dem angenommenen Umstand, die drei Westmächte hätten in ihren Sektoren lediglich vertraglich eingeräumte „Verwaltungsbefugnisse“ erhalten, nicht aber „originäre“ Rechte erworben, ihren Anspruch ab, dass ganz Berlin zur Sowjetischen Besatzungszone gehört habe und demzufolge Ost-Berlin als Hauptstadt zu ihrem Staatsgebiet gehörte. Anfang 1977 legte die Ost-Berliner Verwaltung den Namen Magistrat von Groß-Berlin ab und nannte sich fortan Magistrat von Berlin, Hauptstadt der DDR. Zugleich wurde die Visumpflicht für Ausländer bei Tagesfahrten nach Ost-Berlin eingeführt und die Kontrollposten an den Ausfallstraßen zum Gebiet der DDR abgeschafft. Nach der 1979 erfolgten Änderung des Wahlgesetzes wurden bei den Volkskammerwahlen ab 1981 auch die Ost-Berliner Abgeordneten direkt gewählt. Der Ostteil Berlins war nun de facto vollständig in die DDR integriert. Nach Ansicht des West-Berliner Rechtswissenschaftlers Dieter Schröder kaschierte die DDR-Regierung mit diesen und anderen Maßnahmen, dass auch für Ost-Berlin de jure weiterhin der Viermächte-Status galt, was von den Westmächten weitgehend toleriert wurde, solange sie ihre Sonderrechte, etwa das Präsenzrecht, um sich frei im sowjetischen Sektor zu bewegen, behielten.
Im Zuge der deutschen Wiedervereinigung trat am 3. Oktober 1990 in Ost-Berlin das Grundgesetz in Kraft und es wurde Teil des Landes Berlin. Durch eine Erklärung zum Zwei-plus-Vier-Vertrag suspendierten die Alliierten zum selben Tag ihre Vorrechte bezüglich Berlins. Der Zwei-plus-Vier-Vertrag vom 12. September 1990 bestimmte:

„Das vereinte Deutschland wird die Gebiete der Bundesrepublik Deutschland, der Deutschen Demokratischen Republik und ganz Berlins umfassen.“

Berlin war ein verfassungsmäßiger Bestandteil des wiedervereinigten Deutschland geworden.

### Oberbürgermeister
| Oberbürgermeister     | Partei | Zeitraum                            | Bemerkungen   |
| --------------------- | ------ | ----------------------------------- | ------------- |
| Friedrich Ebert jun.  | SED    | 30. November 1948 – 5. Juli 1967    |               |
| Herbert Fechner       | SED    | 5. Juli 1967 – 11. Februar 1974     |               |
| Erhard Krack          | SED    | 11. Februar 1974 – 15. Februar 1990 |               |
| Ingrid Pankraz        | PDS    | 15. Februar 1990 – 23. Februar 1990 | kommissarisch |
| Christian Hartenhauer | PDS    | 23. Februar 1990 – 30. Mai 1990     |               |
| Tino Schwierzina      | SPD    | 30. Mai 1990 – 11. Januar 1991      |               |
| Thomas Krüger         | SPD    | 11. Januar 1991 – 24. Januar 1991   | kommissarisch |

### Erste Sekretäre der SED-Bezirksleitung
| Erste Sekretäre   | Zeitraum  |
| ----------------- | --------- |
| Hans Jendretzky   | 1948–1953 |
| Alfred Neumann    | 1953–1957 |
| Hans Kiefert      | 1957–1959 |
| Paul Verner       | 1959–1971 |
| Konrad Naumann    | 1971–1985 |
| Günter Schabowski | 1985–1989 |
| Heinz Albrecht    | 1989      |

### Stadtkommandanten
| Stadtkommandant     | Armee | Zeitraum                              |
| ------------------- | ----- | ------------------------------------- |
| Nikolai Bersarin    | GSSD  | 2. Mai 1945 – 16. Juni 1945           |
| Alexander Gorbatow  | GSSD  | 17. Juni 1945 – 19. November 1945     |
| Dmitri Smirnow      | GSSD  | 19. November 1945 – 1. April 1946     |
| Alexander Kotikow   | GSSD  | 1. April 1946 – 7. Juni 1950          |
| Sergei Dengin       | GSSD  | 7. Juni 1950 – April 1953             |
| Pjotr Dibrowa       | GSSD  | April 1953 – 23. Juni 1956            |
| Andrei Tschamow     | GSSD  | 28. Juni 1956 – 26. Februar 1958      |
| Matwei Sacharow     | GSSD  | 26. Februar 1958 – 9. Mai 1961        |
| Andrei J. Solowjow  | GSSD  | 9. Mai 1961 – 22. August 1962         |
| Helmut Poppe        | NVA   | 22. August 1962 – 31. Mai 1971        |
| Artur Kunath        | NVA   | 1. Juni 1971 – 31. August 1978        |
| Karl-Heinz Drews    | NVA   | 1. September 1978 – 31. Dezember 1989 |
| Wolfgang Dombrowski | NVA   | 1. Januar 1990 – 30. September 1990   |
| Detlef Wendorf      | NVA   | 1. Oktober 1990 – 2. Oktober 1990     |

## Begriffsproblematik

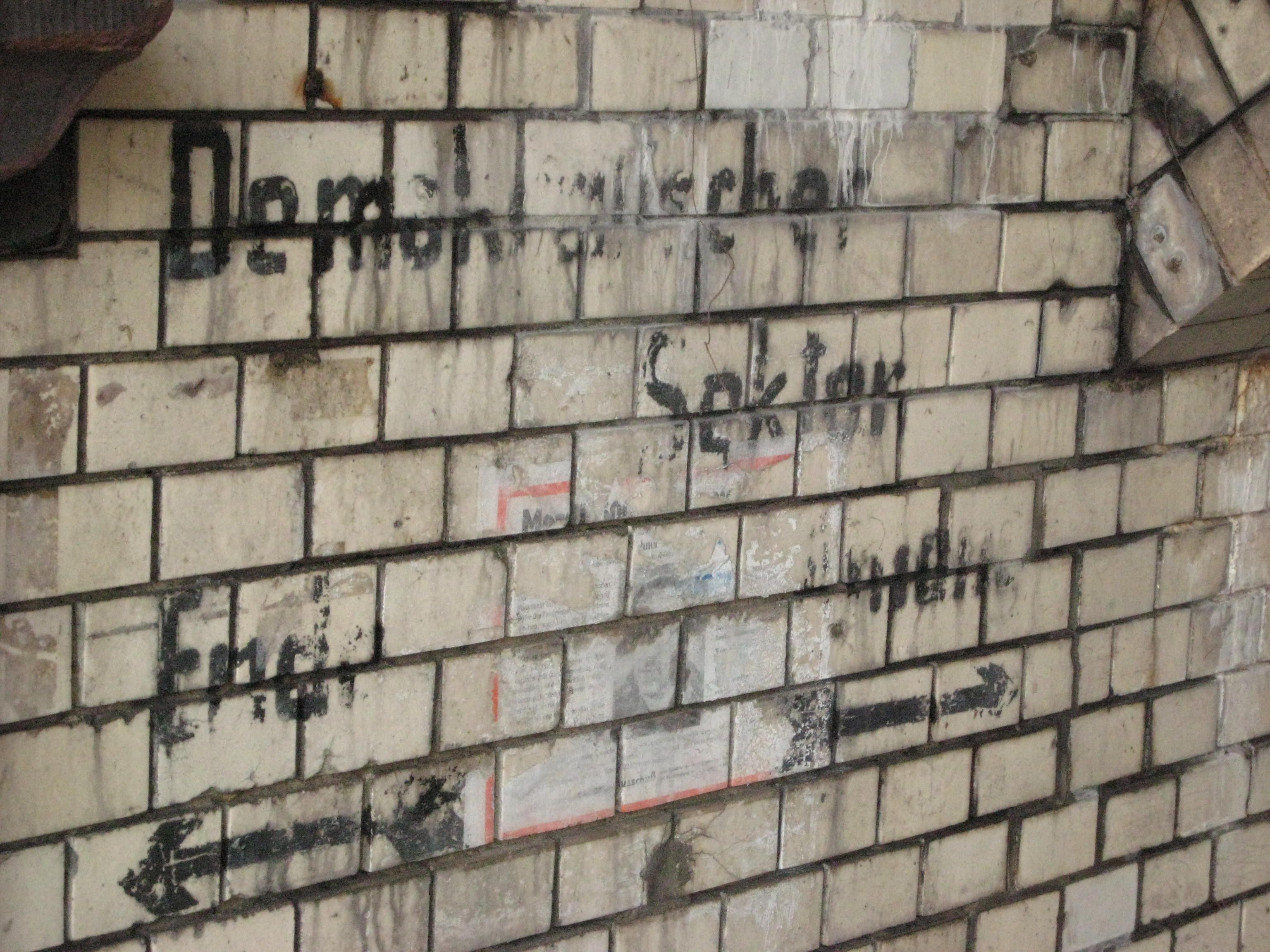
„Demokratischer Sektor Ende Anfang“ – Markierung der Sektorengrenze am Stettiner Fußgängertunnel, Gartenstraße

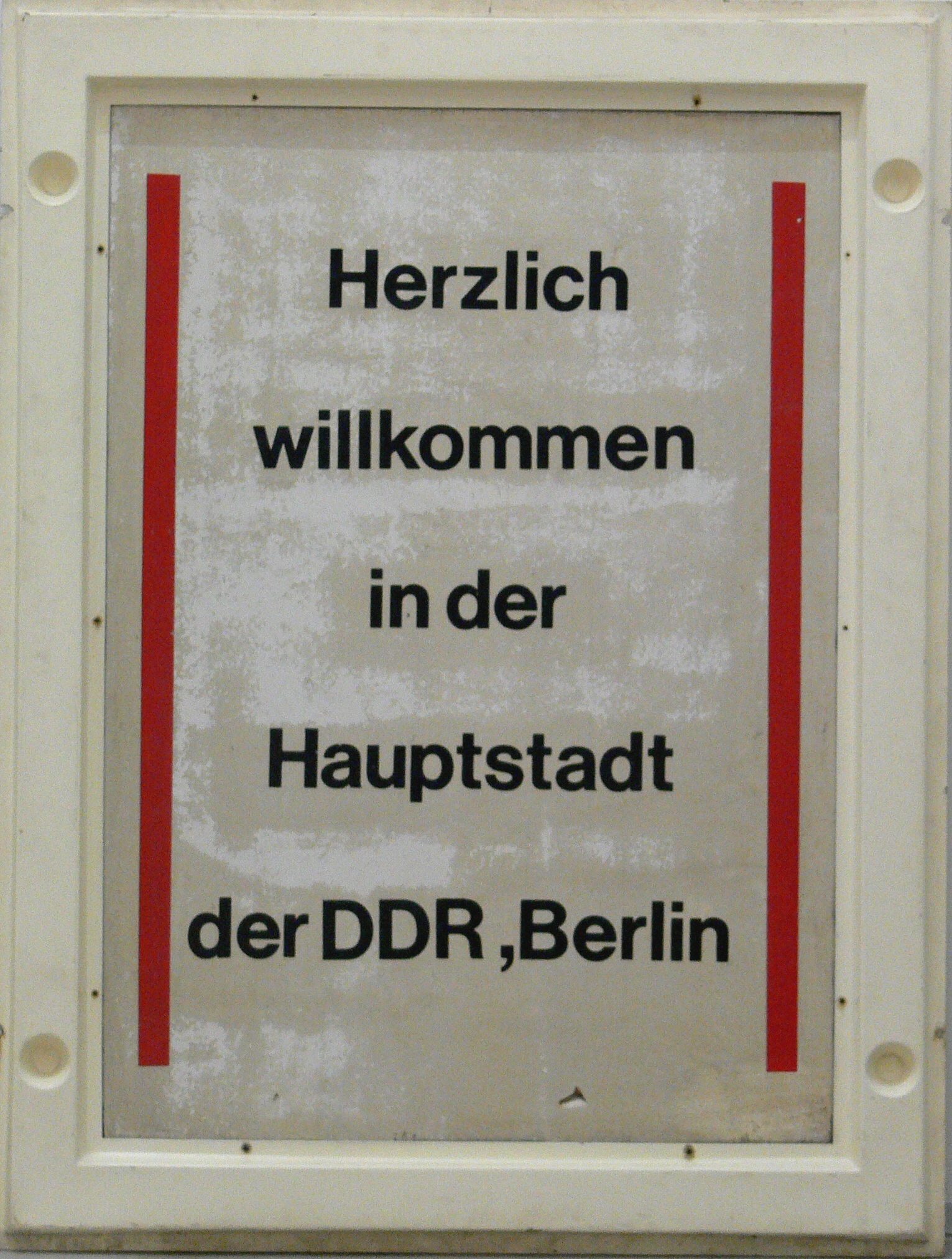
Schild am Grenzübergang Bornholmer Straße bis 1990

Die beiden Teile Berlins wurden während des Kalten Krieges zu verschiedenen Zeiten unterschiedlich betrachtet. Diese Thematik war ideologisch aufgeladen und von wechselnden außen- und innenpolitischen Zielsetzungen bestimmt.
Als amtliche Ortsbezeichnung bezog man sich jedoch immer auf die Stadt als Ganzes, und in allen amtlichen Dokumenten wurde in diesem Zusammenhang nur „Berlin“ verwendet (zum Beispiel in Urkunden oder als Geburtsort).
Wollte man sich im sonstigen Sprachgebrauch explizit auf Ost-Berlin beziehen, so ergab sich dies entweder aus dem Kontext oder durch besondere Zusätze. In West-Berlin und der Bundesrepublik lautete die offizielle Bezeichnung „Berlin (Ost)“. 1960 empfahl eine Kommission des Senats von Berlin die Bezeichnung „Ost-Berlin“ für den nichtamtlichen Gebrauch, die auch später vom westdeutschen Duden übernommen wurde.
Diese Bezeichnung hat sich heute in wissenschaftlichen Veröffentlichungen durchgesetzt. In Literaturlisten ist als Verlagsort auch „Berlin (DDR)“ gebräuchlich. Umgangssprachlich wurde auch „Sowjetsektor“, „Ostsektor“ und „Ostberlin“ genutzt.
Auch in der DDR war bei amtlichen Veröffentlichungen und Verlautbarungen sowie im Kartenmaterial nur von „Berlin“ die Rede, während man die Westsektoren als „Westberlin“ (ohne Bindestrich) bezeichnete. War der Ostsektor von Berlin gemeint, wechselte in der DDR die Sprachregelung häufiger. Das Statistische Jahrbuch der DDR bezeichnete den Ostsektor bis 1955 als „Groß-Berlin, Demokratischer Sektor“, bis 1957 als „Berlin, demokratischer Sektor“, bis 1961 als „Demokratisches Berlin“ und anschließend als „Hauptstadt Berlin“ oder „Berlin, Hauptstadt der DDR“.

## Struktur Ost-Berlins

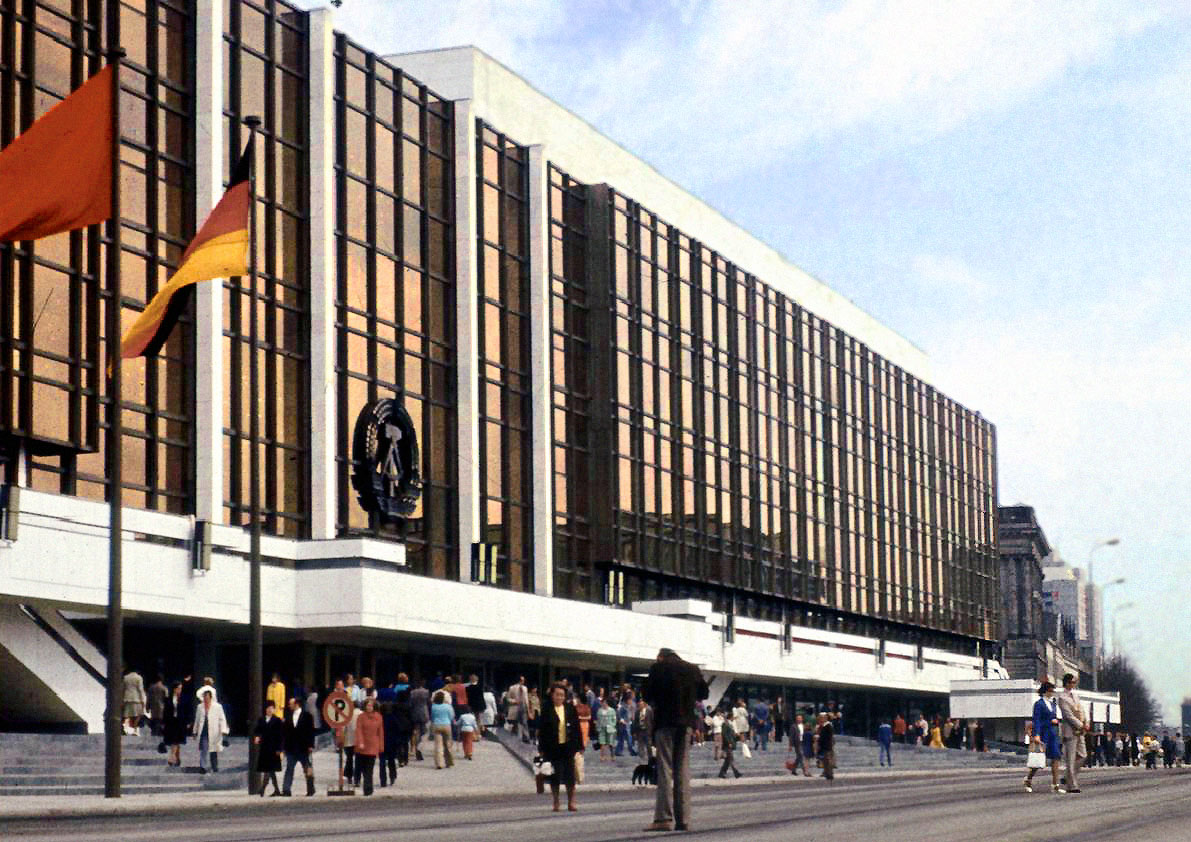
Palast der Republik, 1976

Netz der S- und U-Bahn in Ost-Berlin, 1984

Ost-Berlin umfasste eine Fläche von 403 km². Das Zentrum bildete das Ensemble um den Alexanderplatz im damaligen Stadtbezirk Mitte. Eines der markantesten Wahrzeichen war der dort 1969 eröffnete Berliner Fernsehturm. Auf dem Platz selbst lag mit der Urania-Weltzeituhr ein wichtiger Treffpunkt der Berliner. Als Verwaltungszentrum der DDR befanden sich in Berlin der Sitz des Präsidenten der Republik im Schloss Schönhausen und später des Staatsrates im Staatsratsgebäude. Der Ministerrat der DDR und alle Ministerien mit Ausnahme des Ministeriums für Nationale Verteidigung bezogen in Ost-Berlin ihre Dienstsitze.
Auf dem heutigen Schlossplatz wurde 1976 der Palast der Republik errichtet: ein repräsentatives Kulturhaus, das auch den Sitzungssaal der Volkskammer beherbergte, die zwischen 1950 und 1976 ihren Sitz im Haus der Volkskammer in der Luisenstraße gehabt hatte.
Von 1945 bis 1949 befand sich in Ost-Berlin der Sitz der Sowjetischen Militäradministration in Deutschland, bis 1953 gefolgt von der Sowjetischen Kontrollkommission. Das zwischen 1961 und 1989 nicht mehr passierbare Brandenburger Tor an der Grenze zum britischen Sektor war ein weiteres Wahrzeichen und wurde zum Symbol für die Teilung Deutschlands und den Eisernen Vorhang zwischen den beiden Blöcken Warschauer Pakt und Nordatlantikpakt (NATO). Der spätere Bundespräsident Richard von Weizsäcker bemerkte hierzu: „Solange das Brandenburger Tor geschlossen ist, ist die deutsche Frage offen.“

## Bevölkerung
Die höchste Einwohnerzahl erreichte Ost-Berlin im Jahr 1988 mit 1,28 Millionen. Die niedrigste wurde 1961, im Jahr des Mauerbaus, mit 1,06 Millionen registriert. Die Einwohnerzahlen in der folgenden Tabelle sind Volkszählungsergebnisse oder amtliche Fortschreibungen der Staatlichen Zentralverwaltung für Statistik der DDR.
| Datum                | Einwohner |
| -------------------- | --------- |
| 29. Oktober 1946 ¹)  | 1.174.582 |
| 31. August 1950 ¹)   | 1.189.074 |
| 31. Dezember 1955    | 1.139.864 |
| 31. Dezember 1960    | 1.071.775 |
| 31. Dezember 1961    | 1.055.283 |
| 31. Dezember 1964 ¹) | 1.070.731 |

| Datum                | Einwohner |
| -------------------- | --------- |
| 01. Januar 1971 ¹)   | 1.086.374 |
| 31. Dezember 1975    | 1.098.174 |
| 31. Dezember 1981 ¹) | 1.162.305 |
| 31. Dezember 1985    | 1.215.586 |
| 31. Dezember 1988    | 1.284.535 |
| 31. Dezember 1989    | 1.279.212 |

¹) Volkszählungsergebnis

## Stadtbezirke

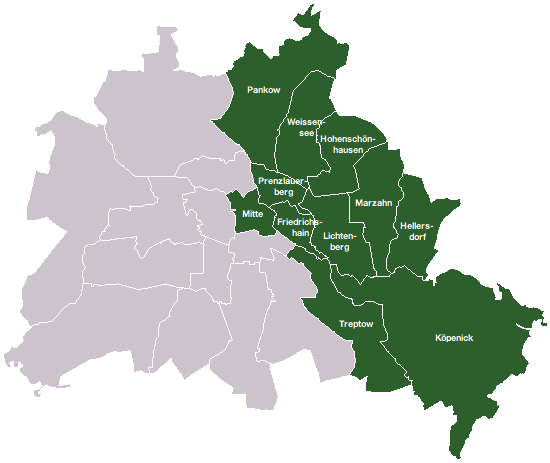
Die Stadtbezirke Ost-Berlins ab 1986

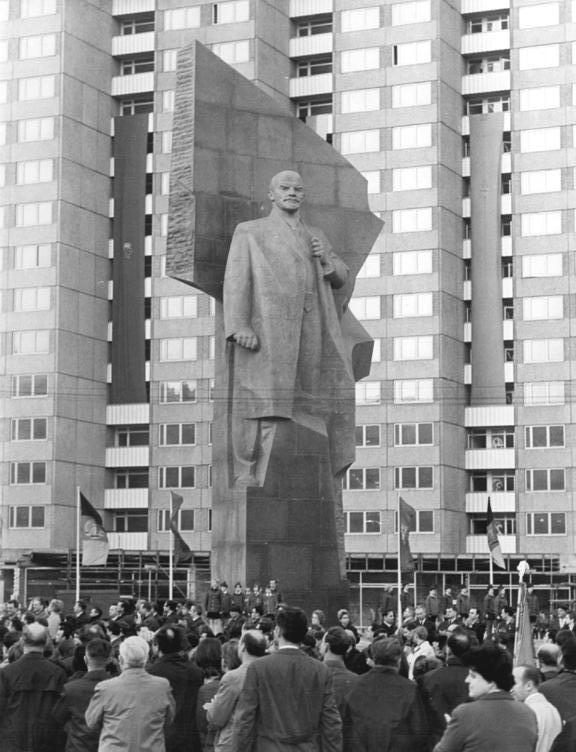
Lenindenkmal aus Kapustino-Granit auf dem Leninplatz in Friedrichshain, 1970, (heute: Platz der Vereinten Nationen), 1991 abgerissen und eingelagert

Ost-Berlin gliederte sich anfangs in acht Bezirke. Ab 1952 hießen sie Stadtbezirke, um den verwaltungsmäßigen Unterschied zu den gleichzeitig geschaffenen Bezirken der DDR deutlich zu machen. Aufgrund der Errichtung großer Neubaugebiete im Osten der Stadt in den 1970er und 1980er Jahren wurden in Ost-Berlin über die durch das Groß-Berlin-Gesetz von 1920 festgelegte Zahl von 20 Bezirken hinaus drei neue geschaffen: Marzahn (1979 aus den Lichtenberger Ortsteilen Marzahn, Biesdorf, Kaulsdorf, Mahlsdorf und Teilen Friedrichsfeldes sowie Teilen des Weißenseer Ortsteils Falkenberg), Hohenschönhausen (1985 aus den Weißenseer Ortsteilen Hohenschönhausen, Wartenberg, Falkenberg und Teilen Malchows) und Hellersdorf (1986 aus den Marzahner Ortsteilen Hellersdorf, Kaulsdorf und Mahlsdorf). So umfasste Ost-Berlin im Jahr 1990 (vor der Vereinigung mit West-Berlin) elf Stadtbezirke. Um die Eigenständigkeit und angemessene Größe von Weißensee als Bezirk zu erhalten, wurden nach der Abtrennung von Hohenschönhausen die Pankower Ortsteile Heinersdorf, Blankenburg und Karow Weißensee angegliedert.
Aufgrund eines Gebietstausches für einen Teil des Flugplatzes Gatow, den die britische Besatzungsmacht nutzte, gehörte das Gebiet von West-Staaken ab 1951 nicht mehr zum britischen, sondern zum sowjetischen Sektor Berlins und wurde vom dortigen Stadtbezirk Mitte verwaltet. 1952 wurde das Gebiet der Verwaltung der Gemeinde Falkensee im DDR-Bezirk Potsdam übertragen. Die offizielle Eingliederung nach Falkensee erfolgte jedoch erst 1961. Im Jahr 1971 wurde Staaken eine selbstständige Gemeinde. Nach der Wiedervereinigung wurden West- und Ost-Staaken am 3. Oktober 1990 wieder im Berliner Bezirk Spandau zusammengeführt.
| Stadtbezirk      | TGS  | Bemerkungen                               |
| ---------------- | ---- | ----------------------------------------- |
| Mitte            | 1501 |                                           |
| Prenzlauer Berg  | 1504 |                                           |
| Friedrichshain   | 1505 |                                           |
| Pankow           | 1519 |                                           |
| Weißensee        | 1518 | 1986 um Teile Pankows erweitert           |
| Hohenschönhausen | 1510 | 1985 aus Teilen Weißensees neu gebildet   |
| Lichtenberg      | 1517 |                                           |
| Marzahn          | 1509 | 1979 aus Teilen Lichtenbergs neu gebildet |
| Hellersdorf      | 1511 | 1986 aus Teilen Marzahns neu gebildet     |
| Treptow          | 1515 |                                           |
| Köpenick         | 1516 |                                           |

## Kultur
In Ost-Berlin befand sich eine Vielzahl der kulturellen Institutionen der DDR. So waren beispielsweise das DEFA-Sinfonieorchester, das Zentrale Orchester der Nationalen Volksarmee, der VEB Deutsche Schallplatten Berlin und die Hauptverwaltung Film hier beheimatet. Auch die Schriftstellerkongresse des Schriftstellerverbandes der DDR fanden hier statt. Zudem verfügte Ost-Berlin über zahlreiche Museen, darunter das Museum für Naturkunde, das Bode-Museum, die Alte Nationalgalerie, das Pergamonmuseum, das Alte Museum, die Friedrichswerdersche Kirche, das Märkische Museum, das Kunstgewerbemuseum Berlin, das Postmuseum der DDR, das Robert-Koch-Museum und das Museum im Wasserwerk. Für repräsentative Empfänge diente das Kronprinzenpalais.
Weitere Baudenkmäler, die im Krieg zerstört oder beschädigt worden waren und im Laufe der Jahre in Ost-Berlin rekonstruiert wurden, sind das Palais Podewils, die Volksbühne, die St.-Hedwigs-Kathedrale, das Prinzessinnenpalais, die Spittelkolonnaden, das Schauspielhaus, die Nikolaikirche und der Französische Dom.

## Architektur
Bedingt durch die Hauptstadtfunktion wurde in Ost-Berlin viel Geld in Prestigebauten investiert. Beispiele dafür sind: der Berliner Fernsehturm, der Palast der Republik, das Palasthotel, die Galeria Berlin Alexanderplatz, der Neue Friedrichstadt-Palast, das Haus der Elektroindustrie, das Haus der Statistik, das Haus des Reisens, das Haus des Berliner Verlages, das Verlagsgebäude Neues Deutschland, das Sport- und Erholungszentrum, das Zeiss-Großplanetarium, das Kino International, das Kosmos, die Großgaststätte Ahornblatt und das Spitteleck.

## Wissenschaft und Bildung
In Ost-Berlin befanden sich einige der renommiertesten Wissenschafts- und Bildungseinrichtungen der DDR, darunter die Humboldt-Universität zu Berlin, die Akademie der Wissenschaften der DDR und die Akademie der Künste der DDR.